# Éditions du Toucan
Éditions du Toucan est une maison d'édition parisienne fondée en 2006 à l'initiative du groupe TF1 par Damien Serieyx (d) et indépendante depuis 2010.
Elle regroupe également les labels L'Artilleur, Télégraphe, L'Œuvre, et doit une partie de sa notoriété au fait que, sous le label L'Artilleur, elle publie des essais dont certains sont volontairement polémiques.

## Quelques auteurs
- Jean-Claude Barreau, ancien conseiller de François Mitterrand
- Christopher Caldwell, journaliste américain
- Marc Charuel[4]
- Alexandre del Valle, essayiste proche de la droite conservatrice[5]
- David Engels[6]
- François Gervais et Christian Gerondeau (positionnement climato-sceptique[5])
- Yves Mamou, ancien journaliste du Monde et essayiste
- Douglas Murray, journaliste néo-conservateur britannique
- Florian Philippot, ancien conseiller de Marine Le Pen et actuel président du mouvement Les Patriotes
- Michèle Tribalat, démographe spécialiste des questions migratoires[5]
- Dalmacio Negro Pavón, spécialiste de science politique

## L'Artilleur
Son catalogue comporte des auteurs niant le consensus scientifique sur le réchauffement climatique, un autre niant les effets de la pandémie de Covid-19, et des auteurs très conservateurs sinon réactionnaires ou révisionnistes. Parmi ces derniers figurent Charles Onana condamné avec son éditeur pour avoir nié l’existence du génocide des Tutsi, Pío Moa, qui a attribué à la gauche la responsabilité de la guerre d'Espagne, ou encore Jean-Marc Berlière reprenant la théorie du régime de Vichy sauveur des Juifs français.
Le label L'Artilleur est le principal éditeur d'ouvrages climato-dénialistes en France. Outre la publication des livres de François Gervais et Christian Gerondeau, deux membres de l'Association des climato-réalistes, ou de Bertrand Alliot, porte-parole de l'association climatodénialiste Action Écologie,,, L'Artilleur édite en 2022 la traduction en français du best-seller de l'Américain Steven E. Koonin Climat, la part d'incertitude.